# The Children
Pour les articles homonymes, voir The Children (homonymie).
Pour plus de détails, voir Fiche technique et Distribution.
The Children ou Les Enfants diaboliques au Québec est un film de Noël horrifique britannique écrit et réalisé par Tom Shankland, sorti en 2008.
Le film commence alors que deux familles se réunissent dans une grande maison à la campagne pour célébrer le nouvel an. C'est l'idéal ! Un endroit très tranquille pour que les parents puissent se reposer, un magnifique terrain de jeu pour les enfants. Mais pourtant, cet incroyable moment prend vite une tournure étrange qu’aucun des adultes n’aurait pu imaginer : leurs propres enfants, sous l’effet d’une possession maléfique, se retournent contre eux avec une cruauté et une méchanceté implacables.

## Synopsis
Vendredi 30 décembre, le soir de la veille du réveillon, Elaine vient passer avec sa famille les vacances de Noël chez sa sœur Chloé et sa famille dans le Warwickshire.
En dépit de la joie des retrouvailles familiales, une certaine tension reste présente entre les différents membres de la famille, Casey la fille d'Elaine en froid avec son beau-père Jonah, est très déçue de ne pas avoir obtenu l'autorisation d'aller faire la fête avec sa copine Lisa. Son oncle Robbie fait preuve d'une attirance dérangeante envers cette dernière, Jonah, n'a quant à lui d'yeux que pour sa fille adorée Miranda. Elaine et Chloé ne cessent de remettre en question leurs manières d'éduquer leurs enfants. Les cousins Leah et Nicky sont très actifs et fous de joie et Paulie, le petit dernier de Jonah et Chloé, semble être atteint de sérieux troubles sociaux.
Après que la famille d'Elaine arrive chez Chloé, Paulie se sent mal et vomit peu après être sorti de la voiture. Elaine demande à sa fille Casey (déprimée d'être présente) de l'aider à s'occuper de son petit frère durant le séjour, excédée, elle lui demande si elle connaît la contraception.
Après le dîner, Casey fait la distribution des cadeaux. Chloé confie à sa sœur qu'elle n'a pas invité leur mère à cause de ses problèmes d'alcoolisme. Paulie se sent mal. Il grimpe sur la table et gifle son père qui a voulu le faire descendre. Casey perd progressivement patience en constatant que son portable ne passe pas dans la maison. Chloé commente le comportement de Paulie en demandant à Elaine si elle a reçu des documents sur l'autisme. Durant la soirée, Miranda est furieuse de voir que Jinxie le chat de la maison semble préférer Casey à elle. Jonah commente l'économie chinoise malgré le désintérêt des autres quand soudain Leah arrive apeurée, affirmant avoir peur de Paulie. Chloé parvient à envoyer Miranda le faire coucher au détriment de l'autorité d'Elaine. Malgré tout, une fois dans la chambre d'enfants, Leah est toujours très perturbée par le comportement de Paulie qui joue incessamment sur son xylophone quand il crache alors une étrange substance. Gênée, elle essuie sa main sur son oreiller. Dehors, Robbie emmène Casey en dehors du jardin pour qu'elle puisse trouver du réseau. Elle téléphone à son amie Lisa pour convenir avec elle de venir la chercher le lendemain pour partir à une soirée. Casey a tout juste raccroché quand elle entend les miaulements plaintifs de Jinxie en direction de la forêt. Au cours de la nuit, Chloé vient border Leah. En partant, la caméra effectue un gros plan sur les traces de la salive, Leah faisant visiblement apparaître une étrange prolifération de larves microscopiques.
Le lendemain matin, toute la famille est réunie en train de faire une partie de boules de neige, à l'exception de Paulie qui reste impassiblement dans son coin à jouer continuellement avec son xylophone. Jonah tente de l'inciter à jouer avec ses cousins en vain tandis que Robbie emmène les enfants sur la colline pour faire de la luge malgré la réticence de Chloé affirmant que la piste est gelée et trop dangereuse pour en faire. Casey téléphone à son amie Lisa qui la prévient qu'elle sera en retard car elle doit venir chercher son copain Danny. Casey l'avertit de ne pas s'approcher de la maison quand Lisa s'excuse : elle a perdu le plan indiquant l'emplacement de la maison. Elle retourne énervée vers sa famille. Elle demande à Robbie où est Jinxie, ce dernier lui répond qu'il doit être dans les bois. Miranda défend à Casey d'entrer dans la tente de Nicky : « Pas d'adultes dans la tente ! »
Casey se lance à la recherche de Jinxie tandis que Miranda rentre dans la tente. Elle aperçoit avec surprise des traces de vomissures et de sang sur la boite de maquillage de Leah et le pistolet jouet de Nicky, le collier de Jinxie est quant à lui se retrouve mystérieusement accroché dans la tente comme une sorte de trophée.
Dans la maison, Elaine et Chloé sont à la cuisine en train de préparer le repas de fête quand Elaine confie à sa sœur qu'elle envisage de faire plus d'activités en famille en guise de bonne résolution. Chloé lui demande alors si elle regrette sa grossesse. Cette dernière lui répond que non et lui plaisante en lui demande de la tuer si elle devient comme leur mère. Entre-temps, Jonah rejoint Robbie dans le jardin et tente de porter son attention sur la situation sanitaire en Chine et sur la médecine traditionnelle, quand Miranda vient se joindre à eux visiblement inquiète du comportement de Paulie. Jonah affirme que près d'une cinquantaine de nouveaux virus apparaîtraient chaque année dans le monde en partance de ce pays, quand en admirant son album photo de patients traités à partir de la traditionnelle médecine chinoise, Robbie amusé lui fait part que les effets secondaires semblent très intéressants. Intrigué, Jonah se rend compte que quelqu'un (visiblement Paulie car il a pénétré dans leurs chambres au cours de la nuit) a gribouillé des caricatures morbides sur ces photos. Elaine vient leur tenir en compagnie avec Chloé portant un plateau. Elaine demande où est passé Paulie quand Casey remarque que celui-ci fait glisser la luge en direction des adultes. La luge percute et blesse Chloé aux pieds qui renverse du coup accidentellement le plateau de tasses remplis de grog brûlant sur Jonah. Furieux il rattrape Paulie et lui flanque une fessée malgré la mise en garde de Robbie qui refuse qu'on batte des enfants chez lui, Elaine tente de convaincre son mari qu'il s'agissait d'un accident, en conséquence, Jonah blâme Casey pour ne pas les avoir bien surveillés. Nicky et Leah adressent un regard glacial à Miranda réfugiée dans les bras de son père.
Tandis que tout le monde s'active à préparer la fête, Chloé confit à Miranda la mission de garder Paulie et ses cousins dans la chambre, terrorisée d'être seule avec eux et confie à sa tante qu'elle les déteste. Chloé lui promet une récompense si tout se passe bien et part en essuyant le maquillage sur les yeux de Leah. Se retrouvant seule en leur compagnie, Miranda tombe en état de choc.
Casey, ignorant où se trouve Miranda, rejoint son oncle en train de fumer du cannabis dans la serre du jardin. Elle le convainc de lui laisser fumer son joint quand, prise d'éternuements, il remarque qu'elle s'est tatouée un fœtus sur son ventre. Affolée, elle le supplie de le révéler à personne et lui avoue qu'elle l'a fait car elle a survécu à l'avortement que sa mère avait planifié dans sa jeunesse. Robbie (qui n'était pas au courant) est choqué de l'apprendre quand Chloé arrive pour les prévenir que le repas est prêt.
Au cours du repas, Miranda refuse de manger et semble apeurée. Paulie lui aussi refuse de manger et ne cesse de lui jeter un regard accusateur. Jonah est aux anges et informe à Chloé que son projet de business de médecine traditionnelle chinoise semble plaire à son beau-frère tandis que Nicky et Leah perçoivent d'étranges hallucinations. Au fil de la discussion, elle tente de récupérer le couteau à découper la viande qui lui est aussitôt confisquée. Robbie finit par faire part de son mal-être à Jonah de financer des importations de produit illégaux pour la plupart au Royaume-Uni en faisant mention de l'ancien travail qu'il faisait avec sa femme (sans en dire plus). Sa réponse a pour étrange effet d'effrayer Jonah et Elaine et d'amuser Casey (supposant qu'ils ont dû commettre des magouilles pour s'enrichir dans le passé). Miranda se sent de plus en plus mal quand Chloé aperçoit le tatouage de Casey en dessous de son tee-shirt. Consternée, Elaine demande à le voir, sa fille accepte à contrecœur de le montrer à la tablée en commentant qu'il s'agit de son autoportrait, ce qui déclenche le mécontentement de Jonah et d'Elaine. Seul Robbie affirme le trouver cool, ce qui exaspère Chloé. Leah qui le touche perçoit à nouveau une hallucination. Miranda se met à pleurer se plaignant de douleurs. Elaine tente de la forcer à manger contre l'avis de Jonah qui ne veut pas qu'on la force. Chloé propose à nouveau une récompense à Miranda si elle mange sans faire d'histoire provoquant l'irritation de sa sœur qui supporte de moins en moins son implication dans l'éducation de ses enfants. Miranda, prise d'une violente crise d'hystérie, manque de crever l’œil droit de sa tante avec sa fourchette (son acte provoque la joie de Leah). Jonah attrape sa fille et l’emmène dans sa chambre pour la calmer. Elaine tente de raisonner Chloé et l'emmène se faire désinfecter. Robbie demande à Casey de l'aider à emmener les enfants jouer dehors en attendant que l'état de Miranda s'améliore (bien que ses hurlements ne cessent d'empirer face à l'impuissance de Jonah pour la calmer).
Une fois dehors, Casey est bien déterminée à s'enfuir en direction de la route et trouve comme excuse pour s'éloigner quelle doit passer un coup de fil. Paulie et Leah entraînent Robbie à venir jouer en haut de la colline tandis que Nicky en profite pour emballer quelque chose avec de l'aluminium dans leurs chariots à jeux. Dans la salle à manger, alors qu'elle soigne sa griffure, Elaine s'excuse et pense que Paulie et Miranda ont dû tomber malade avant leur départ, ce qui met en colère Chloé qui lui rappelle que Leah est d'une santé très fragile et qu'elle n'aurait pas dû les emmener avec eux. À l'étage, Miranda est tellement bouleversée qu'elle finit par mordre la main de son père. Robbie accepte pour amuser ses enfants de descendre la colline à la luge, Nicky court aussitôt en direction de son père, traînant le charriot derrière lui et l'abandonne quelques mètres plus bas que son père. Robbie a tout juste le temps d'apercevoir que l'objet que son fils a emballé est une fourche et finit par la recevoir en plein visage. Au même moment, Casey perd l'équilibre sur une pente dans la forêt et en se relevant entend soudainement les cris des enfants (qui, avant de crier, en ont profité pour ramener le corps de Robbie devant la maison et mis la luge hors de vue). Casey court en direction de la maison et arrive auprès de Robbie en même temps que sa mère et sa tante. Ce dernier est néanmoins toujours en vie, bien qu'il ait perdu beaucoup de sang. Elaine appelle les secours tandis que Casey va chercher Jonah à l'étage (qui a mystérieusement fini par calmer Miranda) pour faire rentrer les enfants à l'intérieur. Mais les enfants, une fois rentrés dans la cuisine, se révoltent violemment envers Jonah et Paulie finit par le blesser au bras avec un couteau avant de prendre tous les trois la fuite. Casey les voit courir en direction de la forêt.
Dehors, Chloé fond en larme alors que son mari a visiblement succombé à sa blessure à la tête. Casey et sa mère partent alors les rechercher dans la forêt. Casey finit par avouer à sa mère qu'elle ignore ce qui est arrivé à Robbie car elle était partie attendre sa copine Lisa à l'entrée la propriété. Inquiète, Elaine lui demande de retrouver les enfants pendant qu'elle retourne voir Chloé. Désorientée par les événements, Casey finit par se perdre. Elle rejoint finalement la route quand elle reçoit un SMS de son ami Lisa lui indiquant qu'elle l'attend, elle s'apprête à lui répondre quand elle aperçoit Leah courir plus loin. Elle se lance à sa poursuite et arrive dans une clairière où elle l'entend pleurer derrière un arbre ; en s'approchant, elle se rend compte que Leah faisait semblent de pleurer et se met alors à ricaner. Elle contourne l'arbre la voyant jouer avec le couteau en s'approchant de plus près, elle sursaute et prise de panique, elle tombe par terre et se met à hurler.
Jonah retourne dans la chambre d'enfants pour retrouver Miranda, elle s'excuse auprès de son père de l'avoir mordue et affirme que c'est à cause de Casey quelle se sentait mal. Dehors, Elaine éloigne Chloé du cadavre de Robbie et l'emmène se réchauffer à l'intérieur. Au même moment, Leah et Nicky de retour de la forêt s'approchent discrètement du jardin. Jonah au téléphone avec les secours apprend qu'ils sont débordés et qu'ils ne seront pas présents avant plus d'une heure. Par la fenêtre de la cuisine, Elaine voit que le corps de Robbie n'est plus dans le jardin. Elle sort et voit qu'il a été déplacé avec la luge à l'intérieur de la tente de Nicky. Elle s'apprête à pénétrer dedans quand Paulie l'appelle à l'aide se retrouvant bloquée après avoir grimpé tout en haut de la cage à singe derrière la serre. Elle grimpe à son tour l'échelle pour aller le chercher mais au fur et à mesure qu'elle grimpe, ce dernier s'éloigne de plus en plus. Elle tente de lui prendre la main en se tenant à l'échelle sur la pointe des pieds, Nicky en profite alors pour les faire glisser, Elaine perd aussitôt l'équilibre, se retourne l'os du genou de sa jambe droite et tombe au sol, mais sa chute est toutefois amortie par la neige, les enfants la croyant morte s'éloignent. Casey arrive quelques instants plus tard paniquée pour la secourir et part s'enfermer avec sa mère dans la serre où elle tente de panser sa plaie, quand les enfants de retour lancent des pierres et des boules de pétanque sur la serre, brisant plusieurs vitres. Paulie pénètre à quatre pattes, l'air suppliant vers sa mère, Casey tente de l'empêcher d'approcher en lui renversant une table sur le corps révélant que ce dernier cache un couteau dans sa main. Elaine ne comprenant pas la réaction de sa fille lui supplie d'arrêter quand elle voit Chloé attirée par les cris entrer dans la tente, elle ordonne alors à sa fille d'aller la chercher malgré son refus de laisser sa mère avec Paulie, cette dernière parvient néanmoins à l'immobiliser.
Chloé pénètre dans la tente et voit de dos Leah en train de faire semblant de pleurer à nouveau devant le corps de Robbie recouvert par une couverture ensanglantée. En sentant sa mère approcher, Leah quitte aussitôt la tente, elle enlève la couverture recouvrant Robbie quand elle entend la voix de la poupée de sa fille, en enlevant entièrement la couverture, il s'avère que Leah a éventré son père et introduit sa poupée dans son estomac. Robbie se réveille aussitôt post-mortem et crache son dernier soupir face à la douleur. Dans la serre, faute d'arriver à le désarmer, Casey immobilise Paulie en l'envoyant tomber dans le débarras d'outils elle sort chercher sa tante croyant avoir assommé son frère, elle chasse Nicky qui s'amusait à déchirer la tente où se trouve Chloé avec une lame, mais en voyant sa nièce apparaître elle croit que c'est elle qui a tué Robbie. Elle court se réfugier dans la maison et verrouille la porte pour empêcher Casey d'entrer. Avançant à cause de sa blessure au genou avec difficultés, Paulie qui faisait semblant d'être assommé récupère la paire de ciseaux avec laquelle Casey a tenté de le tuer pour s'attaquer à sa mère, Casey arrive juste à temps pour le pousser et l'empêcher d'arriver à ses fins. Il se cogne violemment contre la vitre d'une fenêtre inutilisée, Casey qui a perdu l'équilibre à cause du verglas, tombe à terre. Elle tente de s'éloigner le plus vite possible de Paulie quand une étagère se renverse sur son dos la paralysant. Paulie qui s'est relevé s'apprête à lui trancher la gorge mais Elaine arrive parvient à tirer Paulie par le col de sa capuche mais le tue accidentellement en le faisant chuter un tesson de verre qui lui transperce la poitrine. Jonah arrive au moment où Casey parvient à se dégager de l'étagère. N'arrivant pas à croire à la mort de son fils, il finit par l'emballer avec Elaine dans une couverture et demande à Casey de ne pas prévenir Miranda de sa mort avant l'arrivée de la police.
De retour à la maison, Jonah demande à Elaine ce qui s'est passé. Trop perturbée pour lui répondre, Casey affirme que sa mère avait voulu le pousser mais n'avait pas l'attention de le tuer. Chloé n'arrive pas à la croire. Exténuée Elaine répond quelle ne sait plus où elle en est, Chloé la traite aussitôt de monstre et lui reproche à nouveau son incapacité à prendre en charge correctement ces enfants. Jonah décide qu'il est temps d'aller voir la police mais Chloé refuse catégoriquement de partir tant qu'ils n'ont pas retrouvé Leah et Nicky. Casey s'y oppose lui rappelant qu'ils ont essayé de la tuer dans la tente, elle ne l'écoute pas et cherche à sortir, Casey tente de la retenir par la force ce qui conduit Jonah à la pousser la faisant accidentellement tomber sur le canapé où Elaine est allongée aggravant sa blessure. Jonah décide de sortir les chercher en laissant seule Elaine avec Miranda contre le refus de Casey qui veut rester avec sa mère et celui de Chloé qui ne veut pas que Casey s'approche de ses enfants, la croyant responsable des événements. Ils s'en vont sans se douter que Miranda a tout écouté de la discussion dans l'escalier.
Casey confie à sa mère qu'elle n'est pas responsable de la mort de Paulie et qu'il doit s'agir d'un virus émanant de la forêt qui les forcent à agir comme cela et que tout semble avoir commencé la soirée précédente quand Paulie a vomi. Casey verrouille rapidement les portes de la maison tandis que la radio de la cuisine se met à dérégler sur plusieurs stations, un des commentateurs annonce qu'une foule de décès de nature accidentelle ont été répertorié dans les environs.
Jonah et Chloé arrive dans la clairière où Casey avait plus tôt retrouvé Leah. Ils découvrent avec une horreur une mare de sang et de chair avec le bonnet de Paulie et de Miranda à proximité dans ce qui semble être les restes du corps de Jinxie le chat (Jonah trouve ce qui semble être un morceau de son crâne). Chloé est alors définitivement persuadée que Casey est responsable des morts de Paulie et Robbie, elle entre alors dans une crise d'hystérie et ordonne à Jonah de rentrer à la maison pour la surveiller au cas où Leah et Nicky rentreraient, afin de les protéger. Jonah, qui ne sait plus quoi croire, s'en va broncher.
Après avoir condamné toutes les issues de la maison, Casey, qui ne comprend pas le retard de la police, tente de téléphoner avant de découvrir que le téléphone portatif a disparu. Elle surprend Miranda qui lui demande de faire moins de bruit enlacée avec sa mère, Casey propose alors de retrouver le téléphone pour demander à sa copine Lisa de passer les prendre. Casey confie un couteau à sa mère et lui demande de ne pas hésiter à s'en servir face à Leah et Nicky et elle oblige Miranda à chercher le téléphone avec elle. Miranda, soudainement amusée, lui fausse compagnie.
Dans la clairière, Chloé remarque la trousse de maquillage de sa fille près d'un arbre. Leah et Nicky se jettent dans les bras de leurs mères, rassurée, elle leur promet qu'elle ne laisserait plus jamais personne leur faire de mal. Nicky torture sa mère en voulant lui arracher sa boucle d'oreille, n'osant pas se défendre face à ses enfants. Leah en profite alors pour lui crever l’œil avec son crayon à maquillage. En tentant de retrouver le téléphone, Casey entend des miaulements provenant de sa chambre, dont il ne s'agissait que d'imitations de sa sœur, en voyant Casey entrer, Miranda révèle l'avoir volé depuis le début et le détruit pour l'empêcher de s'en servir. Jonah arrive en trombe à la maison, Elaine le fait entrer quand ils entendent des cris provenant du dernier étage. Jonah monte les escaliers et surprend Casey en train d'étrangler Miranda comprenant qu'elle est aussi contaminée. Jonah les sépare, Casey ne se laisse pas faire et dans la confrontation Jonah finit par frapper Casey avec une tirelire, elle tombe et se cogne le tête contre la table de nuit, lui provoquant une hémorragie crânienne. Jonah lui jure qu'il l'aurait tué si elle avait blessé Miranda et l'enferme dans sa chambre en brisant la serrure de la porte.
Jonah décide de partir voir la police avec Miranda et laissant furieux Elaine à son propre sort, juste avant de pénétrer dans le garage Miranda profite de l'incapacité de sa mère pour lui retirer les bâtons retenant son bandage au genou et lui demande d'être gentil avec Leah et Nicky. En conduisant, Jonah commet l'erreur de ne pas mettre sa ceinture de sécurité. En voyant par la fenêtre la voiture quitter le garage, Casey croit que sa mère est partie avec eux.
Pendant ce temps, Leah et Nicky après avoir vidé leurs mère de tout son sang, décident de rentrer à la maison. En les voyant arriver par la fenêtre, Casey, déterminée à se venger, tente de défoncer la porte de sa chambre avec une chaise, Elaine interpelle Casey à cause du bruit, terrifiée de savoir qu'elle est encore dans la maison, Casey lui dit de ne surtout pas les laisser rentrer. Alors qu'ils cherchaient une issue ouverte, Elaine parvient à verrouiller à temps la porte du garage que Miranda avait laissée délibérément ouverte. Armée d'un tisonnier, elle monte l'escalier avec beaucoup de difficultés. Malheureusement, Leah et Nicky arrivent à pénétrer dans la maison en se faufilant à travers la chatière.
Arrivée au dernier étage, Elaine tente de forcer la serrure avec le tisonnier quand elle entend les enfants au bas de l'escalier. Elle essaie de les dissuader de monter avec le tisonnier et se rend compte que Chloé est morte en voyant que Nicky a gardé sa boucle d'oreille à la main. Casey, prise d'une rage folle, tente par tous les moyens de casser la porte. Elaine, en repensant à la mort de Paulie, finit par perdre le courage de se défendre et les laisse s'approcher tout en s'excusant à Casey d'être aussi impuissante. Leah relève le pull d'Elaine et avec Nicky décide de pratiquer une parodie d'un avortement en lui éventrant l'intestin pour y introduire une poupée faite de branches d'arbre en référence au tatouage de Casey. Juste avant que Nicky ait le temps de donner un coup de couteau, Casey parvint à casser le bas de la porte de la chambre. Elle attrape Nicky par la tête et lui empale le cou dans une des lattes en bois de la porte, lui sectionnant ainsi la carotide. Casey récupère leur couteau pour déverrouiller la porte et se lance à la poursuite de Leah pour l'achever mais finit par l'épargner face aux supplications de sa mère.
Casey aide alors sa mère à quitter la maison pour rejoindre leurs voitures, laissant Leah en larmes. Elaine prend le volant tandis que sa fille entre en état de choc réalisant qu'elle a commis un meurtre. Elaine s'excuse pour la blessure au crâne que lui a fait Jonah, elle lui répond qu'elle lui a toujours dit que c'était un sale type. La radio de la voiture est elle aussi déréglée et grésille étrangement laissant présager que le mal n'est peut-être pas lié à un virus.
Quelques minutes plus tard, elles s'aperçoivent que la voiture que Jonah et Miranda ont empruntée est accidentée au bord de la route après être rentrée en collision avec un arbre. Casey accepte d'aller voir ce qui se passe. En arrivant à proximité de la voiture, elle entend des gémissements et voit Jonah qui a été éjecté par la vitre du conducteur au cours de l'accident agonisant quasiment enfoui sous la neige. Elaine remarque que Miranda cachée derrière un arbre court en direction de Casey armée d'un pied de biche, elle accélère aussitôt pour l'arrêter et la propulse contre la voiture accidentée, lui brisant la boîte crânienne. Miranda meurt, tuée sur le coup.
Hébétée par la mort de sa sœur, Casey se retient à un arbre et se met à vomir. Elaine se demande alors si sa fille est contaminée, quand Casey se retourne avec stupeur et remarque avec Elaine la présence de l'autre côté de la route d'une quinzaine d'enfants (dont Leah) qui viennent à leur rencontre. Casey court vers la voiture et implore sa mère de la laisser entrer tandis que les enfants commencent à les encercler. Elaine dévastée finit par lui ouvrir la portière et démarre instantanément la voiture.

### Interprétation de la fin
La fin nous montre Elaine qui console sa fille tout en conduisant en lui répétant à quel point elle l'aime. Casey ne répond rien, le regard vitreux et insensible. Elle regarde la route droit devant elle nous laissant supposer qu'elle pourrait peut-être avoir été contaminée à son tour, bien que cela rentrerait en contradiction avec les différents symptômes que Leah, Nicky, Paulie et Miranda ont tous ressentis avant que le virus ne prenne le contrôle de leurs corps, mais aussi avec le titre du film The Children indiquant que seuls les enfants peuvent être touchés par la maladie, vu que Casey est une adolescente et non une enfant comme le lui fait remarquer Miranda au cours du film.

## Fiche technique
Sauf indication contraire, les informations mentionnées dans cette section peuvent être confirmées par la base de données cinématographiques IMDb,  présente dans la section « Liens externes ».
- Titre original et français : The Children
- Titre québécois : Les Enfants diaboliques
- Réalisation : Tom Shankland
- Scénario : Tom Shankland, d'après une histoire originale de Paul Andrew Williams
- Musique : Stephen Hilton
- Direction artistique : Kevin Woodhouse
- Décors : Suzie Davies
- Costumes : Andrew Cox
- Photographie : Nanu Segal
- Montage : Tim Murrell
- Production : Allan Niblo et James Richardson

Production déléguée : Mark Brooke, Simon Fawcett, Nick Love, Rob Morgan, Rupert Preston, Lee Thomas et Nigel Williams
- Sociétés de production : Screen West Midlands, BBC Films, Aramid Entertainment, Barnsnape Films
- Sociétés de distribution : Vertigo Films (Royaume-Uni) ; Chrysalis Films (France)
- Pays de production :  Royaume-Uni
- Langue originale : anglais
- Format : couleur
- Genres : horreur ; thriller
- Dates de sortie :
  - Royaume-Uni : 5 décembre 2008
  - France : 21 octobre 2009
- Film interdit aux moins de 12 ans lors de sa sortie en salle et aux moins de 16 ans à la télévision[Laquelle ?].

## Distribution
- Eva Birthistle (VF : Sandy Boizard) : Elaine
- Stephen Campbell Moore : Jonah
- Hannah Tointon (VF : Capucine Lespinas) : Casey
- Eva Sayer : Miranda
- William Howes : Paulie
- Rachel Shelley : Chloe
- Jeremy Sheffield : Robbie
- Raffiella Brooks : Leah
- Jake Hathaway : Nicky

## Production
Le tournage a lieu à Cookhill Priory (en), un ancien cloître de nonnes cisterciennes, et dans des villages voisins de Cookhill (en) en Worcestershire et Alcester en Warwickshire.

## Distinction
- Festival européen du film fantastique de Strasbourg 2009 : mention spéciale du Jury.

### Document
- Dossier de presse The Children